# Rudolf Bing
Rudolf Bing KBE (9 de janeiro de 1902 – 2 de setembro de 1997) foi um empresário de ópera nascido na Áustria que trabalhou na Alemanha, Reino Unido e Estados Unidos, principalmente como gerente geral da Metropolitan Opera na cidade de Nova York de 1950 a 1972. Ele foi naturalizado como cidadão britânico em 1946 e foi tornado cavaleiro em 1971.

## Vida e carreira

### Primeiros anos
Nascido Rudolf Franz Joseph Bing em Viena, Áustria-Hungria, em uma família judia próspera (seu pai era industrial), Bing foi aprendiz de livreiro na prestigiosa loja vienense de Gilhofer & Ranschburg antes de passar para Hugo Heller, que também dirigia uma agência de teatro e concertos. Ele então estudou música e história da arte na Universidade de Viena. Em 1927, ele foi para Berlim, na Alemanha, e posteriormente serviu como gerente geral de casas de ópera naquela cidade e em Darmstadt.
Enquanto em Berlim ele se casou com uma bailarina russa, mas em 1934, com a ascensão da Alemanha nazista, os Bings se mudaram para o Reino Unido, onde em 1946 ele se tornou um cidadão britânico naturalizado. Lá, ele ajudou a fundar a Ópera do Festival Glyndebourne. Após a guerra, em 1947, ele co-fundou e foi o primeiro diretor do Festival Internacional de Edimburgo, na Escócia.

### Metropolitan Opera
Em 1949, ele se mudou para os Estados Unidos e tornou-se gerente geral da Metropolitan Opera no ano seguinte, cargo que ocupou por 22 anos. Durante a década de 1960, ele supervisionou a mudança do antigo Metropolitan na Broadway e na 39th Street, para seus novos aposentos no Lincoln Center e presidiu uma das eras mais importantes do Met. Foi resumido em 1990 por James Oestreich no New York Times da seguinte forma: 
 Mantendo sua poderosa posição no Metropolitan Opera com intenso carisma pessoal ao longo de duas décadas, Sir Rudolf Bing administrou grande parte do universo operístico de maneira autocrática, alimentando jovens artistas e cortando estrelas com o mesmo entusiasmo. Ele supervisionou o abandono em 1966 da imponente mas um tanto dilapidada Metropolitan Opera House [que ele arrasara] e a construção de um grande monumento ao seu regime, o prédio que a empresa agora ocupa, que se denomina Lincoln Center. Sua tendência musical e dramática conservadora, a preferência pela ópera italiana e a preocupação com os valores teatrais renderam um legado artístico identificável. 
 Durante o mandato de Bing, a lista de artistas do Met se integrou pela primeira vez. Marian Anderson se tornou o primeiro afro-americano a cantar um papel de liderança em 1955. Logo foi seguida por Reri Grist, Robert McFerrin, Shirley Verrett e muitos outros. Ele se destacou por sua preferência por cantores europeus e por uma aparente falta de interesse em alguns dos principais artistas americanos. Beverly Sills teve que esperar até a aposentadoria de Bing para fazer sua estreia no Met em 1975, embora Bing tenha dito mais tarde que não usar Sills anteriormente foi um erro. Ainda assim ele promoveu as carreiras de muitos artistas americanos. Roberta Peters, Leontyne Price, Anna Moffo, Sherrill Milnes e Jess Thomas são apenas algumas que floresceram durante seu tempo.
Bing também é lembrado por seu relacionamento tempestuoso com a soprano mais famosa da época, Maria Callas. Depois de contratá-la para o Met com uma estreia como Norma na noite de abertura de 1956, ele cancelou seu contrato em 1958, quando eles não conseguiram chegar a um acordo sobre os papéis que ela iria cantar. Bing convidou Callas para retornar ao Met para duas apresentações de Tosca em 1965, o ano que acabou sendo sua última temporada na ópera.
Depois de deixar o Met, Bing escreveu dois livros de memórias, 5000 Noites na Ópera (1972) e Um Cavaleiro na Ópera (1981).

### Vida pessoal
Enquanto morava em Berlim, Bing se casou com a bailarina russa Nina Schelemskaya-Schlesnaya em 1928. Eles permaneceram juntos até sua morte em 1983, e não tiveram filhos.
Em janeiro de 1987, quando Bing sofria da doença de Alzheimer, casou-se com Carroll Douglass, uma mulher de 45 anos com histórico de doença mental, que o levou, em violação de uma ordem judicial, por 10 meses, à uma excursão à Flórida, depois Anguilla e, eventualmente, à Itália e ao Reino Unido, onde ela procurara comprar automóveis Rolls-Royce e um helicóptero para dar ao papa, para quem ela tinha uma fixação. O casal foi encontrado morando em um abrigo em Leeds, Inglaterra, antes de ser persuadido a retornar a Nova York pelos advogados de Sir Rudolf. Em 1989, um advogado de Sir Rudolf relatou que sua fortuna havia sido reduzida durante o casamento de US $ 900.000 para menos de US $ 200.000, grande parte gasta em guarda-costas contratados para impedir Douglass de tirá-lo de Nova York. Por esse motivo, e o comprometimento mental de Bing, em setembro, um tribunal do estado de Nova York declarou-o incapaz em assinar um contrato de casamento e anulou a união. Douglass era uma paciente na ala psiquiátrica do Hospital Bellevue na época e não recebeu nenhum acordo, exceto US $ 25.000 para cobrir as despesas do hospital.

### Anos finais
Em maio de 1989, Roberta Peters e Teresa Stratas fizeram com que Bing fosse admitido no The Hebrew Home for the Aged em Riverdale, The Bronx, Nova York, onde residiu até sua morte. Bing morreu de insuficiência respiratória como uma complicação da doença de Alzheimer em 2 de setembro de 1997, aos 95 anos, no St. Joseph's Hospital em Yonkers, Nova York. Ele está enterrado no cemitério Woodlawn em The Bronx, Nova York.

## Honras
Na Lista de Honras do Ano Novo de 1956, a rainha Elizabeth II nomeou Bing um comandante da Ordem do Império Britânico (CBE) por "serviços de música". Em 1971, ele foi nomeado Comandante Cavaleiro da Ordem do Império Britânico (KBE) por "serviços às relações anglo-americanas", tornando-se Sir Rudolf Bing. Ao longo de seus anos na América, Bing permaneceu como cidadão britânico. Em 1973, Bing recebeu a Grande Condecoração de Honra em Ouro por Serviços à República da Áustria.

## Publicações
- Bing, Rudolf, 5000 Noites na Ópera: As Memórias de Sir Rudolf Bing, Nova York: Doubleday, 1972. ISBN 0-385-09259-8 ISBN   0-385-09259-8
- Bing, Rudolf, Um Cavaleiro na Ópera, Nova York: Putnam, 1981. ISBN 0-399-12653-8 ISBN   0-399-12653-8